# 37 mm автоматична установка 46-К
37 mm автоматична зенитна установка 46-К е несерийна съветска зенитна корабна четирицевна бронирана артилерийска установка калибър 37 mm. Разработва се за Военноморския флот на СССР в периода 1939 – 1941 г. Предназначена е за въоръжение на тежките крайцери от проекта 69 и линейните кораби проект 23.

## История на проектирането
Разработката на 37-мм автомат 46-К се води в завода „Калинин“ в периода 1939 – 1941 г.
Установката преминава полигонните изпитания, но с началото на Великата Отечествена война проектните работи над нея са прекратени и тя така и не влиза в серийно производство.